# ジャン＝ジャック・マルセル
ジャン＝ジャック・ルシアン・エリー・アントワーヌ・マルセル（Jean-Jacques Lucien Élie Antoine Marcel、1931年6月13日 - 2014年10月3日）は、フランス・ブリニョール出身の元同国代表サッカー選手。現役時代のポジションはMF。

## クラブ経歴
1949-50シーズンにFCソショー＝モンベリアルで18歳ながらプロデビュー。プロ2シーズン目からレギュラーに定着し、1954年の夏にはオリンピック・マルセイユへ引き抜かれた。マルセイユでは5シーズンの間レギュラーとしてプレーしたが、1958-59シーズンの2部降格を機にクラブを退団し、その後はSCトゥーロンやRCパリといったクラブでプレーした。
フランス代表としては1953年にデビューして以来、1954 FIFAワールドカップと1958 FIFAワールドカップ、1960 欧州ネイションズカップの3つのメジャー大会に出場した。1958 FIFAワールドカップでは、準決勝のブラジル代表戦にて、前半26分にヴァヴァと接触して腓骨を骨折するが、それまではスタメンの座を掴んでいた。
2014年10月3日、マルセイユにてその生涯を終えた。享年83歳。

## タイトル

### クラブ
ソショー
- クープ・シャルル・ドラゴ : 1回 (1953)

マルセイユ
- クープ・シャルル・ドラゴ : 1回 (1957)